# Arcticfox
Arcticfox est un jeu vidéo de simulation de char d’assaut développé par Dynamix et publié par Electronic Arts en 1986 sur Amiga avant d’être porté sur Commodore 64, Apple II, Atari ST, DOS, ZX Spectrum et Amstrad CPC. Le jeu fait suite à Stellar 7 (1983). Il se déroule dans un futur fictif, en 2005, alors que des extraterrestres ont envahi l’Antarctique et tentent de voler l’oxygène présent dans l’atmosphère terrestre. Le joueur y incarne le pilote d’un tank futuriste envoyé sur place pour éradiquer la menace. Le jeu a bénéficié d’une suite, baptisée Nova 9: Return of Gir Draxon et publiée en 1991. À sa sortie, la version Amiga du jeu est bien accueillie par les magazines Computer Gaming World et Compute!,. La version ZX Spectrum est au contraire très critiqué par les journalistes du magazine Crash qui ne lui attribue qu’un score de 41 %. En 1996, le magazine Computer Gaming World  l’inclut notamment dans son classement des 150 meilleurs jeux de tous les temps.